# HR 5256
Désignations
HR 5256 est une étoile naine orange située à ∼ 32,9 a.l. (∼ 10,1 pc) de la Terre dans la constellation de la Grande Ourse. Elle a une masse estimée à 80 % de celle du Soleil et un rayon égal à 78 % de celui du Soleil.

## Vitesse spatiale et future approche
Les composantes de la vitesse spatiale de cette étoile sont (U, V, W) = (−2, −10, −25) km/s. HR 5256 s'approchera au plus près du Soleil dans environ 333 000 ± 16 000 années, à une distance de 3,9 ± 0,2 parsecs.